# دنغان (هشيوار)
دنغان (بالفارسية: دنگان) هي قرية تقع في إيران في البلدة المركزية. يقدر عدد سكانها بـ 488 نسمة بحسب إحصاء 2016.